# Zwarte humor

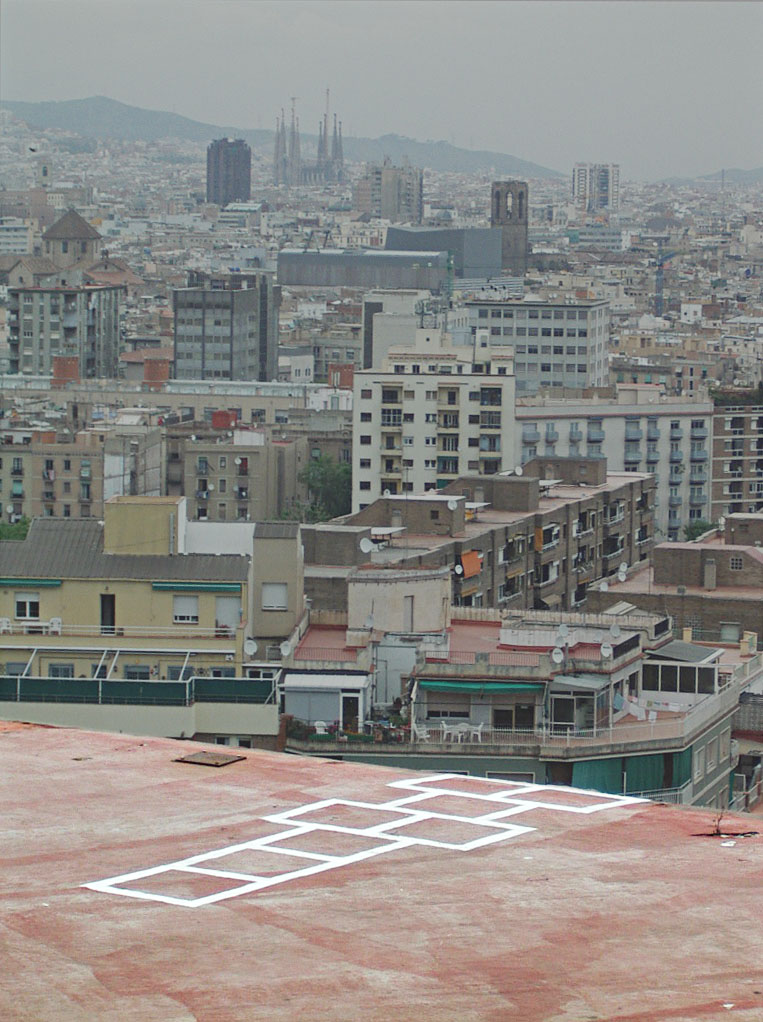
Hinkelbaan naar de vergetelheid (de dood) in Barcelona, een vorm van zwarte humor (2003)

Zwarte humor is een vorm van humor, gebaseerd op het leed van anderen (of op het eigen leed) met als doel te spotten en te amuseren. Hierbij is er een zekere overeenkomst met het (psychologisch) cynisme, waarbij een negatieve houding tegenover (een deel van) de maatschappij tot uiting komt. Vaak wordt deze, meestal overdreven, vorm van humor gebruikt om het leed te relativeren of een reactie bij de toeschouwer te ontlokken.
Zwarte humor draait vaak rond taboe-onderwerpen die over het algemeen bij de meesten zeer gevoelig liggen, zoals de dood of de Holocaust. In normale omstandigheden wordt humor rond deze deprimerende thema's afgekeurd of bijzonder smakeloos gevonden. Veel mensen die zich bedienen van zwarte humor proberen dan ook te bereiken dat hun publiek zich ongemakkelijk of gechoqueerd voelt. Op het juiste moment en in de juiste omstandigheden kan deze vorm van humor echter ook helpen om spanningen weg te nemen of het leed te relativeren. Doordat echter elk individu zijn eigen morele en ethische grenzen heeft, is de reactie bij het publiek niet altijd in te schatten.
Een Oostenrijks onderzoek uit 2017 toonde aan dat er aanwijzingen zijn dat zwarte humor meer wordt gewaardeerd en beter wordt begrepen door mensen met een hogere intelligentie en een hoger opleidingsniveau. Voor de factoren emotionele instabiliteit en agressiviteit gold juist het tegendeel.